# Hiram Bullock
Hiram Law Bullock (Osaka, 11 settembre 1955 – New York, 25 luglio 2008) è stato un chitarrista statunitense.

## Biografia
Hiram nacque a Osaka (Giappone) l'11 settembre 1956 da genitori arruolati nell'esercito statunitense. A 2 anni rientrò a Baltimora (Stati Uniti) con i genitori e precocemente dimostrò un'attitudine per la musica. Hiram studiò piano al Peabody Conservatory of Music, tenendo la sua prima esecuzione pubblica all'età di 6 anni. Dopo questa primo periodo di formazione musicale al pianoforte cominciò ad avvicinarsi al basso, al sassofono e a 16 anni alla chitarra.
Bullock studiò in seguito a Miami, dove incontrò Pat Metheny, Steve Morse, Jaco Pastorius e Will Lee, col quale iniziò una collaborazione durata poi negli anni. Durante il periodo universitario suonò nei locali della Florida. Fu in quegli ambienti, all'inizio degli anni '70, che cominciò a sviluppare le sue doti di showman. Terminati gli studi si spostò a New York, dove iniziò una carriera caratterizzata da un mix di musica jazz, rock e funky, collaborando con musicisti come David Sanborn, Jaco Pastorius, Bob James, Carla Bley, Sting (nell'album ...Nothing Like the Sun è suo il famoso assolo di Little Wing) Al Jarreau, Marcus Miller, Billy Joel, Miles Davis, Gil Evans, Chic, Steely Dan (Gaucho) Paul Simon (One Trick Pony) Harry Belafonte.
Ha partecipato a lungo al David Letterman Show nella band della trasmissione oltre ad essere presente in molte registrazioni prodotte a New York tra la metà degli anni '70 ed il 2000. Il suo stile era influenzato dal rock, dal jazz e dal funky, oltre a una vocazione melodica. Il suo suono era frutto di un personale uso di effetti come il chorus e il compressore.
Come membro fondatore della 24th Street Band, ha registrato 3 album: 24th Street Band (1979) Share Your Dreams (1980) e Bokutachi (1981). Nel 1982 ha registrato il suo primo album solista, First Class Vagabond, inizialmente distribuito esclusivamente in Giappone. Negli anni '90 il fisico si appesantì fino a soffrire di una grave forma di obesità.
Nel 2007 gli fu diagnosticato un cancro, per le cui complicanze è morto il 25 luglio 2008.

## Discografia
- 1986: From All Sides (Atlantic)
- 1987: Give It What U Got (Atlantic)
- 1992: Way Kool (Atlantic)
- 1994: World of Collision (Big World)
- 1996: Manny's Car Wash (Big World)
- 1997: Carrasco (Fantasy)
- 1997: Late Night Talk (Venus)
- 2000: First Class Vagabond (JVC Victor)
- 2001: Color Me (Via)
- 2002: Best of Hiram Bullock (WEA)
- 2003: Try Livin' It (EFA Records)
- 2004: Jam Jam (3D)
- 2006: Guitarman (JVC Victor)
- 2006: Too Funky 2 Ignore (BHM Productions)
- 2009: Plays the Music of Jimi Hendrix (BHM Productions)